# 西班牙天主教

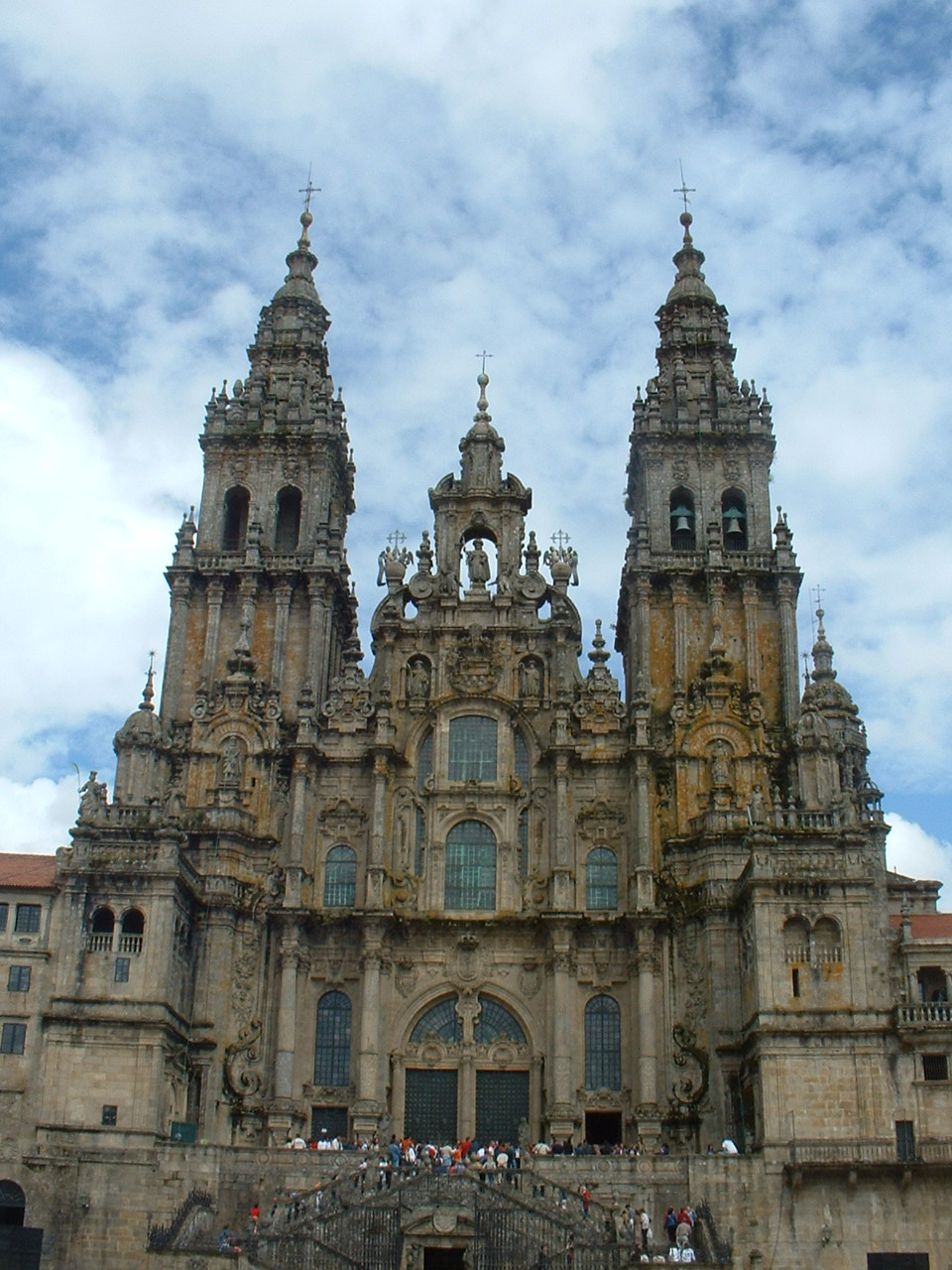
圣地亚哥-德孔波斯特拉主教座堂

西班牙天主教（西班牙語：Iglesia católica en España）是普世天主教会的一部分，接受教宗以及西班牙主教团的领导。目前有3700万受洗的天主教徒，占总人口的90%。共有70个教区和总教区。西班牙拥有丰富的宗教建筑宝库，包括巴塞罗那圣家堂、格拉纳达主教座堂、塞维利亚主教座堂、托莱多主教座堂、和科尔多瓦的圣母升天主教座堂。圣地亚哥-德孔波斯特拉主教座堂是著名朝圣地，2007年，有超过10万人徒步前往。塞维利亚的圣周也吸引了数以千计的朝圣者和游客。